# Bindo de Vecchi
Bindo de Vecchi (Siena, 4 marzo 1877 – Firenze, 28 dicembre 1936) è stato un medico e militare italiano durante la prima guerra mondiale.
Fu anche rettore dell'Università di Firenze e nobile, membro della famiglia de Vecchi originaria di Finale Emilia.

## Biografia
Bindo de Vecchi nacque a Siena nel 1877 figlio di Matteo de Vecchi ed Elena Bindi Sergardi.
La sua formazione giovanile, risentì dei frequenti cambiamenti di scuole e città a causa dei trasferimenti legati alla carriera del padre, ufficiale dell’Esercito italiano, decorato per il suo impegno durante i moti risorgimentali.
Il suo percorso universitario iniziò nel 1893 presso la Facoltà di medicina e chirurgia dell'università di Napoli dove frequentò i laboratori dell'anatomista Giovanni Antonelli (1838-1914). Un successivo trasferimento a Bologna lo portò a completare gli studi nell’ateneo cittadino, avendo tra i suoi docenti Augusto Murri (1841-1932). Dietro suggerimento del Murri venne ammesso come interno nel Laboratorio di anatomia patologica diretto dal patologo Giovanni Martinotti (1857-1928).
Dopo la laurea, conseguita nel 1899, venne nominato assistente di anatomia patologica. Nel 1901 si assentò dal laboratorio universitario per prestare servizio militare come volontario presso l’ospedale di Bologna, dove ottenne l’incarico di addetto al laboratorio di batteriologia e chimica. Tornato nell’istituto di anatomia patologia, con la qualifica di dissettore, ottenne nel dicembre 1902 la libera docenza. Dopo alcuni anni di insegnamento, al quale accostò l’affiancamento al Martinotti nel corso ufficiale di tecnica delle autopsie, nell’estate del 1908 si recò a Dresda per implementare la sua formazione presso il laboratorio diretto da Christian Georg Schmorl (1861-1932), dal quale apprese le ultime innovazioni teoriche e tecniche sull’istologia.
Lasciò la Germania nel 1909 per mettersi al servizio delle popolazioni della Sicilia e della Calabria, colpite dal terremoto di Messina del 1908, ottenendo per questo suo impegno due medaglie d’onore. Dopo la nomina a direttore del laboratorio della poliambulanza di Bologna, ottenne l’incarico di direzione dei servizi batteriologici per la lotta anticolerica nella provincia di Siracusa dalla girezione Generale della sanità pubblica.
Nel 1912, sulla linea dei suoi ideali sociopolitici, diretti in senso patriottico e nazionalista, aderì all’Associazione Nazionalista Italiana, movimento fondato due anni prima da Luigi Federzoni, per poi arruolarsi, nel 1915, come volontario al fronte durante la prima guerra mondiale, rifiutando di ricoprire cattedra di anatomia patologia presso l’Università degli studi di Perugia. Prestò servizio in prima linea in una sezione di sanità della I Armata, ottenendo la Croce di guerra ed altri riconoscimenti al merito; negli anni successivi ottenne il grado di Maggiore e venne incaricato della direzione del laboratorio batteriologico di Armata di Bassano. La sua esperienza al fronte non gli impedì di portare avanti i suoi impegni accademici a Bologna e Padova, fornendogli materiale per nuovi esperimenti e ricerche.
Si classificò primo al concorso per la cattedra di anatomia patologica dell’Università di Perugia, che resse dal 1920 al 1923; venne in seguito chiamato a coprire la medesima cattedra presso gli atenei di Sassari e poi di Catania. Nel 1925, a seguito di una brevissima parentesi come professore ordinario presso l’Università di Palermo, ottenne la direzione della cattedra di anatomia patologica dell’Università di Firenze, unanimemente indicato come degno successore del celebre patologo Guido Banti (1852-1925).
Nel 1930 fu eletto rettore dell'università di Firenze, carica che rivestì fino alla morte, sopraggiunta in data 28 dicembre 1936. Durante il suo rettorato, seppur in concordanza con i dettami del fascismo, Bindo mostrò intenti liberali nell’impronta che intendeva potesse avere l’ateneo fiorentino, auspicando per questo un rinnovamento che potesse metterlo 
(Gabriele Turi, Le istituzioni culturali del regime fascista durante la seconda guerra mondiale, in “Italia contemporanea”, marzo 1980, n. 138, p. 20.)
Nell’ottica di questo rinnovamento, volto anche allo sviluppo di una nuova sistemazione delle infrastrutture universitarie, scrisse un saggio in cui evidenziava le necessità di un cambio di passo nell’insegnamento medico in Italia, mettendo in luce l’urgenza di un adeguamento dei programmi al costante aumento delle conoscenze e sottolineando inoltre che 
(Bindo de Vecchi, Le Scuole Mediche di oggi e di domani, Roma, Istituto Poligrafico dello Stato, 1932.)
anticipando in tal senso i moderni concetti dell’educazione continua in medicina e del knowledge management.
Uomo di cultura, fu membro di varie associazioni scientifiche, tra cui la Società Colombaria di Firenze. Nel 1934 ottenne la presidenza del Comitato fra gli Enti di Alta Cultura.

## Il contributo scientifico
Durante la sua attività di ricerca, principiata fin dai tempi del suo studio presso il laboratorio di Giovanni Martinotti, Bindo de Vecchi produsse importanti studi scientifici sulla tecnica delle autopsie e l’anatomia patologica. Portò avanti una lunga serie di esperimenti tra cui assai rilevanti furono gli studi dedicati alle malattie del sistema circolatorio, in particolare quelli riferiti alle endocarditi, per le quali approfondì l’origine batterica dell’infiammazione che dimostrò essere legata anche all’azione delle tossine prodotte dai batteri stessi:
(Antonio Pavan, de Vecchi, Bindo in Dizionario Biografico degli Italiani - Volume 39 (1991))
Altri esperimenti lo indussero a ritenere che anche le endocarditi sviluppatesi in soggetti affetti da tubercolosi potessero essere talora indotte dalle tossine tubercolari.
Unitamente ai suoi studi sulla tubercolosi, della quale analizzò l’induzione sperimentale nelle ghiandole surrenali, nonché su varie patologie della milza, Bindo de Vecchi fu il primo patologo in Italia ad illustrare al mondo medico italiano la recente scoperta del granuloma reumatico (o “nodulo di Aschoff”, dal nome dello scopritore Karl Aschoff), lesione tipica della febbre reumatoide che colpisce l’endocardio, della quale approfondì lo studio mediante induzione sperimentale.

## Vita privata
Bindo de Vecchi si sposò con Vittoria de’ Pazzi, nobildonna appartenente all’omonima casata fiorentina; da questa unione nacquero le tre figlie Maria Maddalena (1921), Margherita (1924) e Nicoletta (1925).
Affiancando agli studi di medicina una solida cultura umanista, venne educato alla musica e, in ambito esclusivamente privato e familiare, fu musicista compositore di liriche vocali per pianoforte. Tra i suoi interessi privati si annoverano inoltre il collezionismo librario e la fotografia, passione che lo accompagnò durante il suo impegno come medico al Fronte, dove realizzò un “reportage” fotografico dei luoghi della Grande Guerra.
Tra le sue amicizie e corrispondenze si annoverano varie personalità del mondo letterario e culturale italiano del tempo, come gli scrittori Ugo Ojetti e Giovanni Papini.

## Opere

### Saggi e articoli medico-scientifici
- Sulla tubercolosi sperimentale delle capsule surrenali, in Riforma medica, IV [1900], pp. 698–700
- Über die experimentelle Tuberculose der Nebennieren, in Centralblatt für Allgemeine Pathologie und Pathologische Anatomie, vol. 12, fasc. 14, Jena, s.n., 1901, pp. 577–592
- Su di un caso di tubercolosi mammaria, in La Clinica chirurgica, X [1902], pp. 657–673
- Su alcune rare localizzazioni del processo tubercolare, I, Tubercolosi del miocardio, II, Tubercolosi dello stomaco, in La Clinica medica, XLI [1902], pp. 88–102
- La simpaticectomia cervicale in relazione con lo sviluppo della tubercolosi oculare sperimentale. Nota preventiva, in Riforma medica, XX [1904], pp. 369–373
- Über einen Fall von Hypernephrom der Leber, in Virchows Archiv für pathologische Anatomie und Physiologie und für klinische Medizin, Berlin, s.n., 1904, pp. 133–150
- Tubercolosi oculare sperimentale e simpaticectomia cervicale, in Arch. di anatomia patol. escienze affini, I [1905], pp. 428–456, 507-573; II [1906], pp. 33–130
- Studi sperimentali sull'endocardite, in Boll. delle scienze mediche, s. 8, V [1905], pp. 351–354
- Ricerche sperimentali sulle endocarditi da tossine batteriche, in Arch. di anatomia patol. e scienze affini, I [1905], pp. 151–170
- Studi sulla endocardite sperimentale, in Riforma medica, XXI [1905], pp. 425–431
- Doppelseitiges Nierensarkom mit chromaffinen Zellnestern, in Virchows Archiv für pathologische Anatomie und Physiologie und für klinische Medizin, Berlin, s.n., 1905, pp. 282–296
- Intorno ad un caso di flebosclerosi, in Boll. delle scienze mediche, s. 8, VI [1906], pp. 529–557
- Nuove ricerche sulla endocardite sperimentale, in Boll. delle scienze mediche, s. 8, VIII [1908], pp. 1–52
- Wirkung der toxischen Produkten des Streptococcus pyogenes auf den arteriellen Blutdruck, in Zentralbl. f. Bakteriologie u. Parasitenk. Abt. 1., Orig., XLVI [1908], pp. 471–486,
- Action des produits du streptococcus pyogenes sur la pression artérielle, in Archives ital. de biologie, II [1908], pp. 396–400
- Tumori e pseudo-tumori dell'endocardio, in Boll. di scienze mediche, s. 8, IX [1909], pp. 481–520
- Über die "Verruga Peruviana", Leipzig, Barth, 1909
- Contributo sperimentale alla conoscenza della miocardite reumatica, in Pathologica, II [1910], pp. 489–495,
- Sur la myocardite rhumatismale; étude anatomo-pathologique et expérimentale, in Arch. de méd. expér. et d'anatomie pathol., XXIV [1912], pp. 352–420
- Tecnica e diagnostica delle autopsie, Milano, Vallardi, 1914 (2ª ed. ibid. 1928)
- Le basi biologiche della patologia, in Annali della Facoltà di medicina e chirurgia dell'Università di Perugia, Perugia, s.n., 1921, pp. 3–24
- Teratologia generale, in Pio Foà (a cura di), Trattato di anatomia patologica per medici e studenti, 6 voll., Torino, UTET, 1920-24
- Sulla essenza e sul determinismo genetico del processo endocarditico, in Arch. di patol. e clinica medica, IV [1926], pp. 241–256
- Sulle splenopatie ad "aree di Gamna", in Annali di medicina navale, III [1928], pp. 305–315
- Considerazioni istogeneti che sui cosiddetti "noduli di Gamna", in Haematologica, IX [1928], pp. 459–499
- Ricerche sistematiche sulla genesi e sul valore delle lesioni perivasali spleniche, conosciute col nome di "aree di Gamna", in Arch. di patologia e clinica medica, LXXXI [1929], pp. 17–19
- Sul processo endocarditico nella prima infanzia: Nota I, in Riv. di clinica pediatrica, XXVII [1929], pp. 599–612; The endocarditic process in childhood, in Arch. of pathology, XII [1931], pp. 37–69;
- L'importanza degli istiociti valvolari nello svolgimento dei processi endocarditici sperimentali, in Lo Sperimentale, LXXXVI [1932], pp. 1–29
- Le Scuole Mediche di oggi e di domani, Roma, Istituto Poligrafico dello Stato, 1932
- Relazione sull'arteriosclerosi eseguita sul materiale degli istituti di Firenze, Milano, Torino, in Cuore e circolazione, XIX [1935], pp. 226–242, in coll. con N. Rogers
- Anatomia patologica dell'apparato digerente, riveduto dal prof. A. Costa, in Trattato italiano di anatomia patologica, diretto da F. Vanzetti, I, Torino 1949, pp. 291–520 (postumo)

### Saggi e articoli storici
- La vita e l’opera di maestro Antonio Benivieni fiorentino, in Atti della Società Colombaria di Firenze degli anni 1930-1932, XI, Firenze, Stabilimento tipografico già Chiari succ. Carlo Mori, 1932, pp. 103–122
- I libri di un medico umanista fiorentino del sec. XV dai “Ricordi” di maestro Antonio Benivieni, in “La Bibliofilia” n. 34, Firenze, [Tip. S. Landi], 1932, pp. 293–301